# Emanuela Nicosia
Emanuela Nicosia (Roma, 29 novembre 1975) è un'ex cestista italiana.

## Carriera
Con l'Italia ha disputato i Campionati europei del 1999.